# Domino

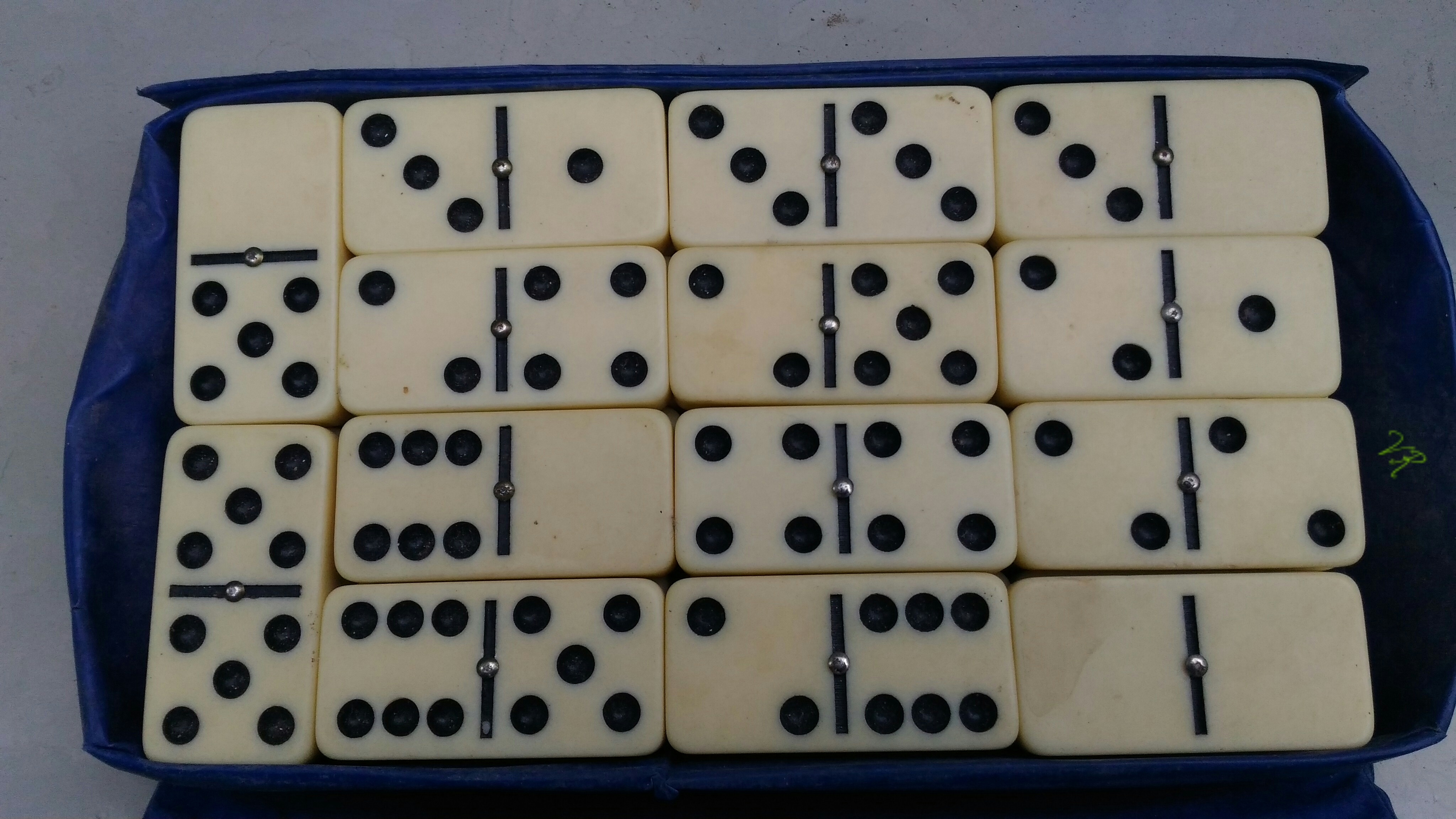
Các tấm domino

Domino là một họ các trò chơi dùng các tấm "domino" hình chữ nhật. Mỗi domino là một ô hình chữ nhật với một đường chia domino thành hai phần hình vuông. Mỗi phần được đánh dấu bằng một số điểm (còn được gọi là pip, nip hoặc dob) hoặc để trống. Mặt sau của domino trong cùng một bộ là không thể phân biệt, có thể là để trống hoặc có một số thiết kế giống nhau. Các miếng trò chơi domino tạo thành một bộ domino. Bộ domino truyền thống Trung-Âu bao gồm 28 quân domino, có tất cả các kết hợp số lượng điểm từ 0 đến 6. Một bộ domino là một thiết bị chơi trò chơi chung, tương tự như chơi bài hoặc xúc xắc, trong đó một loạt các trò chơi có thể được chơi với cùng một bộ domino.
Đề cập sớm nhất về domino là từ nhà Tống bên Trung Quốc được tìm thấy trong văn bản "Cựu sự Quế Lâm" của Chu Mật (周密, 1232-1298). Trò chơi domino hiện đại lần đầu tiên xuất hiện ở Ý trong thế kỷ 18, nhưng làm thế nào mà trò chơi domino Trung Quốc phát triển thành trò chơi domino hiện đại ngày nay vẫn còn là bí ẩn. Các nhà truyền giáo người Ý ở Trung Quốc có thể đã mang trò chơi này đến châu Âu.
Cái tên "domino" rất có thể bắt nguồn từ một loại trang phục lễ hội được mặc trong lễ hội Venetian, thường bao gồm một chiếc áo choàng trùm đầu màu đen và mặt nạ trắng.